# Can Uzun
Can Yılmaz Uzun (Ratisbona, Baviera, 11 de noviembre de 2005) es un futbolista alemán de ascendencia turca. Juega tanto de delantero centro como de medio centro ofensivo y su equipo actual es el Eintracht Fráncfort de la Bundesliga, primera categoría de Alemania.

## Trayectoria
Debutó como profesional el 12 de mayo de 2023, con 17 años, ingresó al final del partido contra 1. FC Magdeburgo en la fecha 32 de la 2. Bundesliga 2022-23 y empataron 1-1. En la fecha siguiente volvió a ingresar en los minutos finales, y en la fecha 34, correspondiente a la última jornada del campeonato, fue titular por primera vez, se midieron ante SC Paderborn 07 y ganaron 0-1.
Para la temporada 2023-24, entró en consideración desde la primera fecha, ingresó en el transcurso del segundo tiempo contra FC Hansa Rostock pero perdieron 2-0. En la fecha 2 se estrenó como goleador, estuvo los 90 minutos en cancha y tras ir 0-2 en el marcador, convirtió un doblete que permitió empatar el partido en el último minuto ante Hannover 96.
El 12 de agosto debutó en la Copa de Alemania, fue en la primera ronda, jugó nuevamente todo el partido, se lució con un triplete y dos asistencias para derrotar 1-9 al FC Oberneuland.
Sobre fin de año se lesionó pero de igual forma, durante su recuperación equipos como el Borussia Dortmund, Bayern Múnich y Sevilla se interesaron por su fichaje.
Tras 35 partidos y 19 goles con Núremberg, a mediados de 2024 fue fichado por Eintracht Fráncfort a cambio de 11 millones de euros, firmó contrato hasta 2029.

## Selección nacional
Can ha sido parte de la selección de Turquía en las categorías juveniles sub-17, sub-18 y sub-21.
Debutó con Turquía el 3 de septiembre de 2021, en un amistoso sub-17, fue titular y convirtió su primer gol, abrió el marcador en lo que fue una victoria 1-4 frente a Azerbaiyán.
Fue convocado a la selección sub-21 turca el 1° de septiembre de 2023, a pesar de ser categoría sub-18. Por una lesión no pudo estar a la orden.
El 4 de marzo de 2024 hizo pública su elección de representar a Turquía definitivamente, ya que tenía la opción de jugar para Alemania. Hizo su debut en la selección absoluta el 22 de marzo, en lo que fue un amistoso contra Hungría, ingresó en los minutos finales pero perdieron 1-0.

## Estadísticas

### Clubes
Actualizado al último partido disputado el 17 de mayo de 2025.
| Club                                 | Div.          | Temporada     | Liga  | Liga  | Liga   | Copas nacionales | Copas nacionales | Copas nacionales | Copas internacionales | Copas internacionales | Copas internacionales | Total | Total | Total  |
| Club                                 | Div.          | Temporada     | Part. | Goles | Asist. | Part.            | Goles            | Asist.           | Part.                 | Goles                 | Asist.                | Part. | Goles | Asist. |
| ------------------------------------ | ------------- | ------------- | ----- | ----- | ------ | ---------------- | ---------------- | ---------------- | --------------------- | --------------------- | --------------------- | ----- | ----- | ------ |
| 1. F. C. Núremberg · Alemania        | 2.ª           | 2022-23       | 3     | 0     | 0      | —                | —                | —                | —                     | —                     | —                     | 3     | 0     | 0      |
| 1. F. C. Núremberg · Alemania        | 2.ª           | 2023-24       | 30    | 16    | 2      | 2                | 3                | 2                | —                     | —                     | —                     | 32    | 19    | 4      |
| 1. F. C. Núremberg · Alemania        | Total club    | Total club    | 33    | 16    | 2      | 2                | 3                | 2                | 0                     | 0                     | 0                     | 35    | 19    | 4      |
| Eintracht Frankfurt e. V. · Alemania | 1.ª           | 2024-25       | 20    | 4     | 2      | 1                | 0                | 0                | 10                    | 1                     | 1                     | 31    | 5     | 3      |
| Eintracht Frankfurt e. V. · Alemania | 1.ª           | 2025-26       | 0     | 0     | 0      | -                | -                | -                | -                     | -                     | -                     | 0     | 0     | 0      |
| Eintracht Frankfurt e. V. · Alemania | Total club    | Total club    | 20    | 4     | 2      | 1                | 0                | 0                | 10                    | 1                     | 1                     | 31    | 5     | 3      |
| Total carrera                        | Total carrera | Total carrera | 53    | 20    | 4      | 3                | 3                | 2                | 10                    | 1                     | 1                     | 66    | 24    | 7      |
| 1. 2.                                |               |               |       |       |        |                  |                  |                  |                       |                       |                       |       |       |        |

### Selección
Actualizado al último partido citado el 11 de junio de 2025.
| Selección         | Temporada         | Continental | Continental | Continental | Mundial | Mundial | Mundial | Amistosos | Amistosos | Amistosos | Total | Total | Total  |
| Selección         | Temporada         | Part.       | Goles       | Asist.      | Part.   | Goles   | Asist.  | Part.     | Goles     | Asist.    | Part. | Goles | Asist. |
| ----------------- | ----------------- | ----------- | ----------- | ----------- | ------- | ------- | ------- | --------- | --------- | --------- | ----- | ----- | ------ |
| Sub-17 Turquía    | 2021-22           | 8           | 6           | 1           | —       | —       | —       | 4         | 1         | 0         | 12    | 7     | 1      |
| Sub-17 Turquía    | Total sel.        | 8           | 6           | 1           | 0       | 0       | 0       | 4         | 1         | 0         | 12    | 7     | 1      |
| Sub-18 Turquía    | 2022              | —           | —           | —           | —       | —       | —       | 2         | 0         | 0         | 2     | 0     | 0      |
| Sub-18 Turquía    | Total sel.        | 0           | 0           | 0           | 0       | 0       | 0       | 2         | 0         | 0         | 2     | 0     | 0      |
| Absoluta Turquía  | 2024              | 0           | 0           | 0           | —       | —       | —       | 1         | 0         | 0         | 1     | 0     | 0      |
| Absoluta Turquía  | 2025              | 1           | 0           | 0           | —       | —       | —       | 1         | 0         | 0         | 2     | 0     | 0      |
| Absoluta Turquía  | Total sel.        | 1           | 0           | 0           | 0       | 0       | 0       | 2         | 0         | 0         | 3     | 0     | 0      |
| Total selecciones | Total selecciones | 9           | 6           | 1           | 0       | 0       | 0       | 8         | 1         | 0         | 17    | 7     | 1      |
| 1.                |                   |             |             |             |         |         |         |           |           |           |       |       |        |

## Palmarés

### Distinciones individuales
| Distinción                                                       | Año  |
| ---------------------------------------------------------------- | ---- |
| Parte de los 30 mejores jugadores sub-20 del mundo para L'Équipe | 2024 |
| Nominado al Premio Golden Boy                                    | 2025 |